# Unter Bomben
Unter Bomben (französisch Sous les bombes, arabisch تحت القصف, DMG taḥta l-qaṣf) ist ein libanesischer Film von Philippe Aractingi. Er wurde am 2. September 2007 am Filmfestival von Venedig gezeigt und kam am 13. Dezember 2007 im Libanon, am 21. März 2008 im Vereinigten Königreich und im April 2008 in Italien und in Deutschland in die Kinos.

## Handlung
2006: Die Libanesin Zeina Nasrueddi ist im Libanon aufgewachsen, lebt aber seit vielen Jahren mit ihrem Mann, dem Architekten, und ihrem Sohn Karim in Dubai. Den Sommer hat ihr Sohn bei ihrer Schwester Maha im Libanon verbracht, doch dann hat sie alle der Krieg zwischen Israel und dem Libanon überrascht. Zeina ist sofort über die Türkei nach Beirut gereist, aber sie kommt erst nach der Waffenruhe an und findet ihren Sohn nicht. Es ist auch niemand bereit, sie in den Südlibanon zu fahren. Schließlich erklärt sich jedoch Tony, ein Taxifahrer, bereit, sie für eine geraume Summe zu fahren. Während ihrer Suche nach Maha und Karim begegnen die beiden zum einen der Zerstörung durch den Krieg und zum anderen sich selber. Zeina erfährt, dass Tony Christ ist, dessen Bruder in der Südlibanesischen Armee diente und jetzt in Israel lebt. Schließlich muss Zeina erfahren, dass Maha umgekommen ist. Jemand will gesehen haben, wie Karim zu einem Kloster gebracht wurde. Zeina spricht mit ihrem Sohn am Telefon und fährt ins Kloster. Der Knabe, den sie dort antrifft, trägt zwar Karims Jacke, ist aber eine andere Person.

## Herstellung
Die Dreharbeiten begannen gleich nach Ende des Krieges.

## Preise
- 2008: Venice Days – Giornate degli Autori -- Arca Cinema Giovani Award: Bester Film “Other Visions” und den Eiuc Human Rights Film Award
- Jury Juniorpreis am Festival International du Film Francophone de Namur
- Preis der Kritik und NETPAC – Preis am „Internationalen Antalya Golden Orange Film Festival“
- Gold Muhr und the Best Actress Award (Nada Abou Farhat) am Dubai Film Festival
- Prix Coup de Coeur, Best Music Award und Audience Award am Luchon International Film and TV Festival.

## Trivia
- Auf dem Sundance Film Festival 2008 wurde Unter Bomben zusammen mit Guy Nattivs und Erez Tadmors Film Strangers aufgeführt.[2] Beide Filme thematisieren den Libanonkrieg.